# Wapen van paus Benedictus XV

Wapen van paus Benedictus XV

Het Wapen van paus Benedictus XV is horizontaal verdeeld in twee vlakken, die elk een eigen heraldische compositie hebben.
De bovenste helft toont een zwarte uitkomende adelaar met verlengde hals, op een veld van goud. In het oorspronkelijke ontwerp - op de afbeelding niet te zien - heeft de adelaar een rode tong. De onderste helft toont een veld dat diagonaal is doorsneden, waarvan de bovenste helft azuur, en de onderste helft goud is. Op het veld is een kerk afgebeeld in rood en zwart. Op de bijgaande afbeelding wordt de toren getooid door een vlag; in werkelijkheid is op de kerk een kruis te zien.
De onderste helft van het wapen is het gemakkelijkst te duiden. Dit is een sprekend wapen, het familiewapen van de (adellijke) familie van de paus, wiens geboortenaam Della Chiesa (Van der Kerk) is. Ook de bovenste helft van het wapen gaat terug naar de familiegeschiedenis van de paus, en meer in het bijzonder tot de tijd van de strijd tussen de Welfen en de Ghibellijnen. Sinds die strijd was het gebruikelijk dat adellijke families in het gebied dat tegenwoordig Italië heet, hun wapens sierden met de symbolen die aangaven tot welke partij men behoorde. Was men Welf, dan plaatste men een aantal fleurs-de-lys op een blauw veld, voorzien van een rode Barensteel behorend bij het Huis Anjou-Sicilië. Was men Ghibellijn dan verscheen er een adelaar op het wapen. De adelaar is een Schildhoofd van aanhankelijkheid en teken van de keizersgezinde factie waartoe de Della Chiesa's oorspronkelijk behoorden.
De pronkstukken rond dit pauselijk wapen zijn traditioneel. De sleutels van Petrus zijn met een rood koord samengebonden en het wapen wordt bedekt met een pauselijke tiara.

## Bron
- (en) Pierre de Chaigon La Rose, The Arms of Benedict XV